# グラム・ゴギチャイシヴィリ
グラム・ゴギチャイシヴィリ（グルジア語: გურამ გოგიჩაიშვილი、グルジア語ラテン翻字: Guram Gogichaishvili、1998年9月4日 - ）は、トップ14ラシン92に所属するラグビーユニオン選手。

## プロフィール
- ジョージア・ハシュリ出身。
- ポジションはプロップ(PR)。
- 身長 183cm、体重 118kg
- U20ジョージア代表に選ばれたことがある[1]。
- ジョージア代表キャップは18（2021年1月現在）でラグビーワールドカップ2019のジョージア代表に選ばれた[2]。

## 略歴
ロコモーティブ、2018年、ラシン92に加入。 